# مدينة الرئيس (رماة)
'

تعديل مصدري - تعديل

مدينة الرئيس هي إحدى قرى عزلة رماة بمديرية رماة التابعة لمحافظة حضرموت، بلغ تعداد سكانها 58 نسمة حسب تعداد اليمن لعام 2004.